# Медведь, Иван

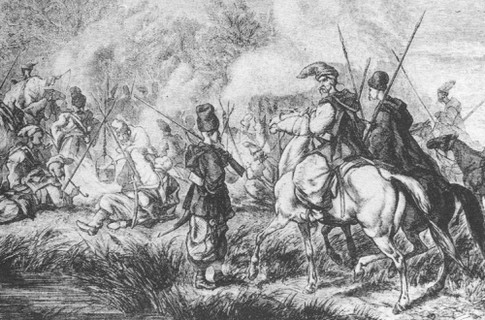
Гайдамаки

Иван Медведь (годы рождения и смерти — неизвестны) — запорожский казак, один из руководителей гайдамацкого движения 1734 года на Украине.
Участник гайдамацкого восстания под руководством Верлана на Правобережной Украине в 1734 году. После подавления восстания ватажок Иван Медведь бежал с Украины в степи, где сформировал гайдамацкий отряд.
Весной 1736 года атаман Иван Медведь с большим отрядом гайдамаков ворвался в южные польские приграничные владения. Гайдамаки взяли города Крылов и Чигирин, разоряли шляхетские имения и селения, совершали нападения на небольшие отряды поляков. Сам атаман Медведь даже отправил вызов на битву польскому региментарию Малинскому. В бою под Боровицей Медведь был разбит поляками и был сильно ранен. Сам Медведь бежал за р. Днепр, а остатки его отряда отступили в Крылов. Вскоре на помощь Медведю прибыл новый гайдамацкий отряд под командованием Матвея Гривы. Польские войска вынуждено было отказаться от дальнейшего преследования гайдамаков и отступило на зимние квартиры. Летом Медведь и Грива провели на реке Цыбульник, собирая силы и готовясь к новому нападению на украинские воеводства.
Осенью 1736 года шесть гайдамацких отрядов под предводительством атаманов Гривы, Медведя, Жилы, Рудя, Иваницы и Харко с разных сторон вторглись в Киевское воеводство. 7 октября гайдамацкие отряды соединились под местечком Паволочь, которое принадлежало князьям-магнатам Любомирским. Гайдамаки взяли Паволочь, овладели городским замком и умертвили княжеского губернатора Зузулинского. Все поляки и евреи, находившиеся в замке, были перебиты, а их имущество разграблено.
Из Паволочи гайдамацкие отряды двинулись на местечко Погребище, принадлежавшее князьям Вишневецким. В городском замке укрывались многие шляхтичи и евреи. Повстанцы осадили и взяли штурмом местечко. Все поляки и евреи были убиты, а их имущество захвачено. Разорив несколько шляхетских имений в окрестностях Погребищ, ватажки разделили свои силы на мелкие отряды и отступили в степи, где провели зиму на реке Цыбульник. Согласно данным польского командования, численность гайдамаков достигала 1000 человек.
Исторических данных о дальнейшей судьбе Ивана Медведя нет.